# Ahmat Evariste Medego
Ahmat Evariste Medego (ur. 7 kwietnia 1982 w Ndżamenie) – czadyjski piłkarz grający na pozycji napastnika. W swojej karierze rozegrał 21 meczów i strzelił 2 gole w reprezentacji Czadu.

## Kariera klubowa
Swoją karierę piłkarską Medego rozpoczął w klubie Tourbillon FC. W sezonie 1999/2000 zadebiutował w jego barwach w pierwszej lidze czadyjskiej. Grał w nim do 2002 roku. Wywalczył z nim dwa mistrzostwa Czadu w sezonach 1999/2000 i 2000/2001/ W latach 2003–2005 grał w Kamerunie w takich klubach jak: Unisport Bafang (2003), Bandja FC (2004) i Sable FC (2005). W latach 2006–2007 ponownie był piłkarzem Tourbillon FC. W 2008 roku wyjechał do Gabonu, a jego pierwszym klubem w tym kraju był AS Mangasport, z którym grał do 2011 roku. W sezonach 2009/2010 i 2010/2011 wywalczył z nim dwa wicemistrzostwa Gabonu, a w 2011 zdobył też Puchar Gabonu. W sezonie 2011/2012 występował w Missile FC, a w latach 2012-2014 w US Oyem. W latach 2015–2017 był piłkarzem Gazelle FC, w którym zakończył karierę. W sezonie 2015 wywalczył z nim mistrzostwo Czadu.

## Kariera reprezentacyjna
W reprezentacji Czadu Medego zadebiutował 4 lipca 2000 roku w przegranym 1:3 i po serii rzutów karnych 7:8 meczu kwalifikacji do Pucharu Narodów Afryki 2002 z Libią. Od 2000 do 2010 wystąpił w kadrze narodowej 21 razy i strzelił 2 gole.